# 181 Fremont
Le 181 Fremontt est un gratte-ciel en construction à San Francisco aux États-Unis. Il s'élèvera à 250 mètres. Son achèvement est prévu pour 2018.